# Zygogramma exclamationis
Espèce
Zygogramma exclamationis, en anglais « sunflower beetle », le coléoptère du tournesol, est une espèce de chrysomèles de la sous-famille des Chrysomelinae. Il est considéré comme un ravageur des cultures de tournesol en Amérique du Nord.

## Description
Zygogramma  exclamationis est une petite chrysomèle de 6–12 mm de long et 2–4 mm de large, avec un pronotum brun et des élytres jaune pâle marqués de trois bandes brunes allongées et d'une bande latérale plus courte qui se termine au milieu de l'aile par un petit point, formant comme un point d'exclamation. Ce motif est à l'origine de l'épithète spécifique du nom latin de cette espèce. Les adultes sont morphologiquement similaires au doryphore, un ravageur des cultures de pommes de terre.
Les larves sont d'apparence bossues, de couleur jaune-vert, et peuvent atteindre 8,9 mm de longueur à maturité.

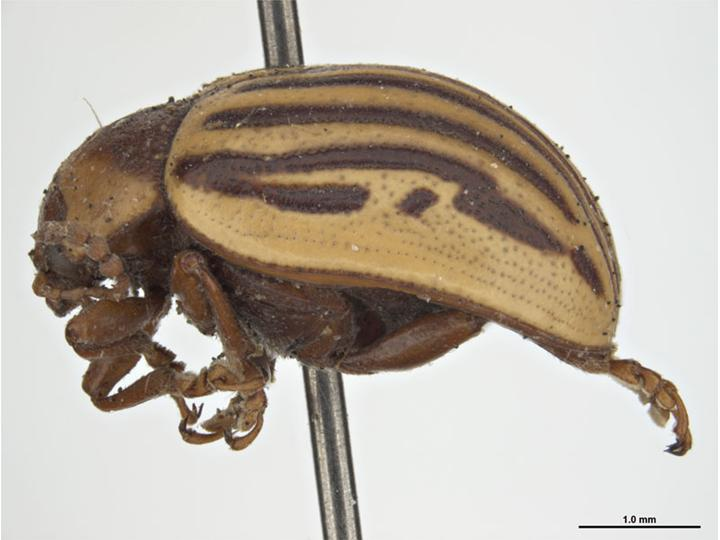
Vue latérale.
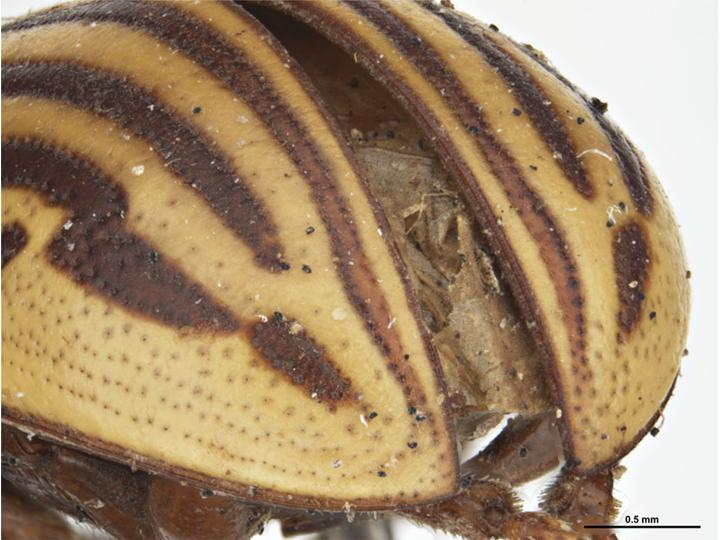
Vue postérieure.
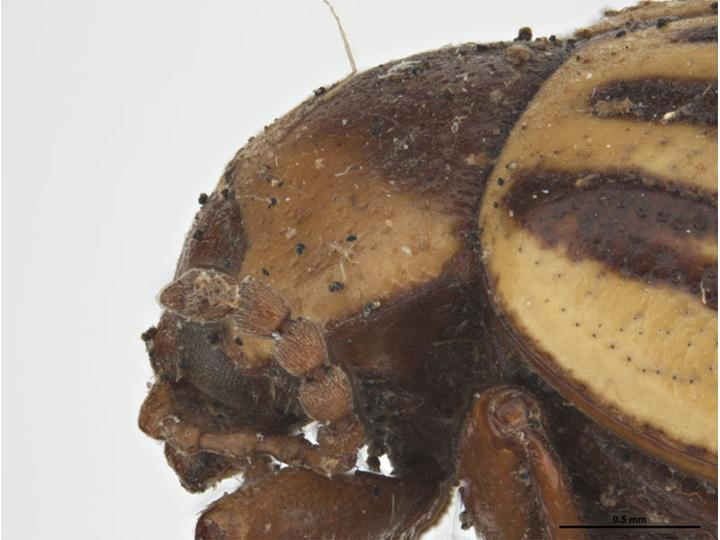
Tête (de côté).
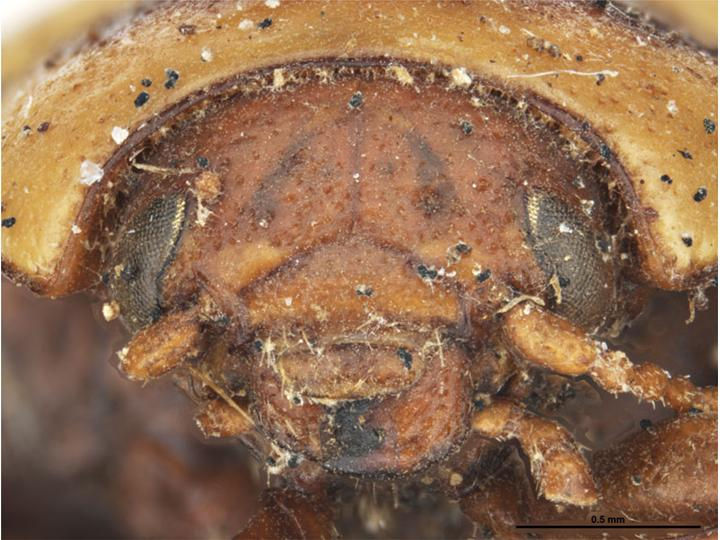
Tête (de face).
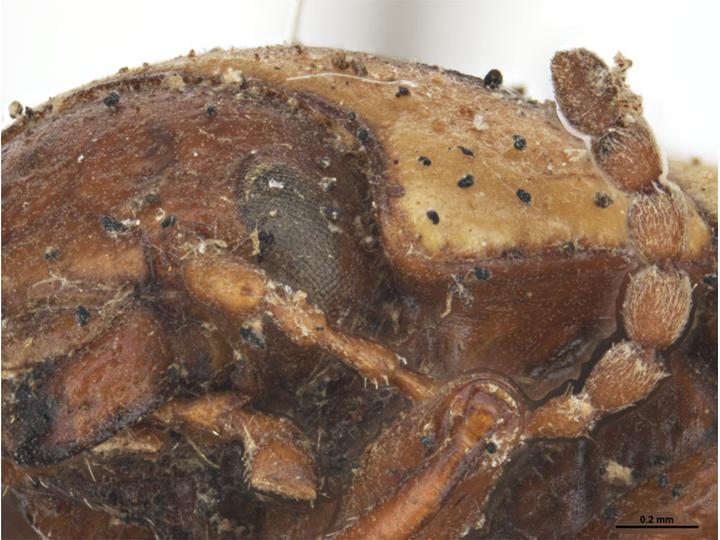
Antenne.

## Distribution et habitat

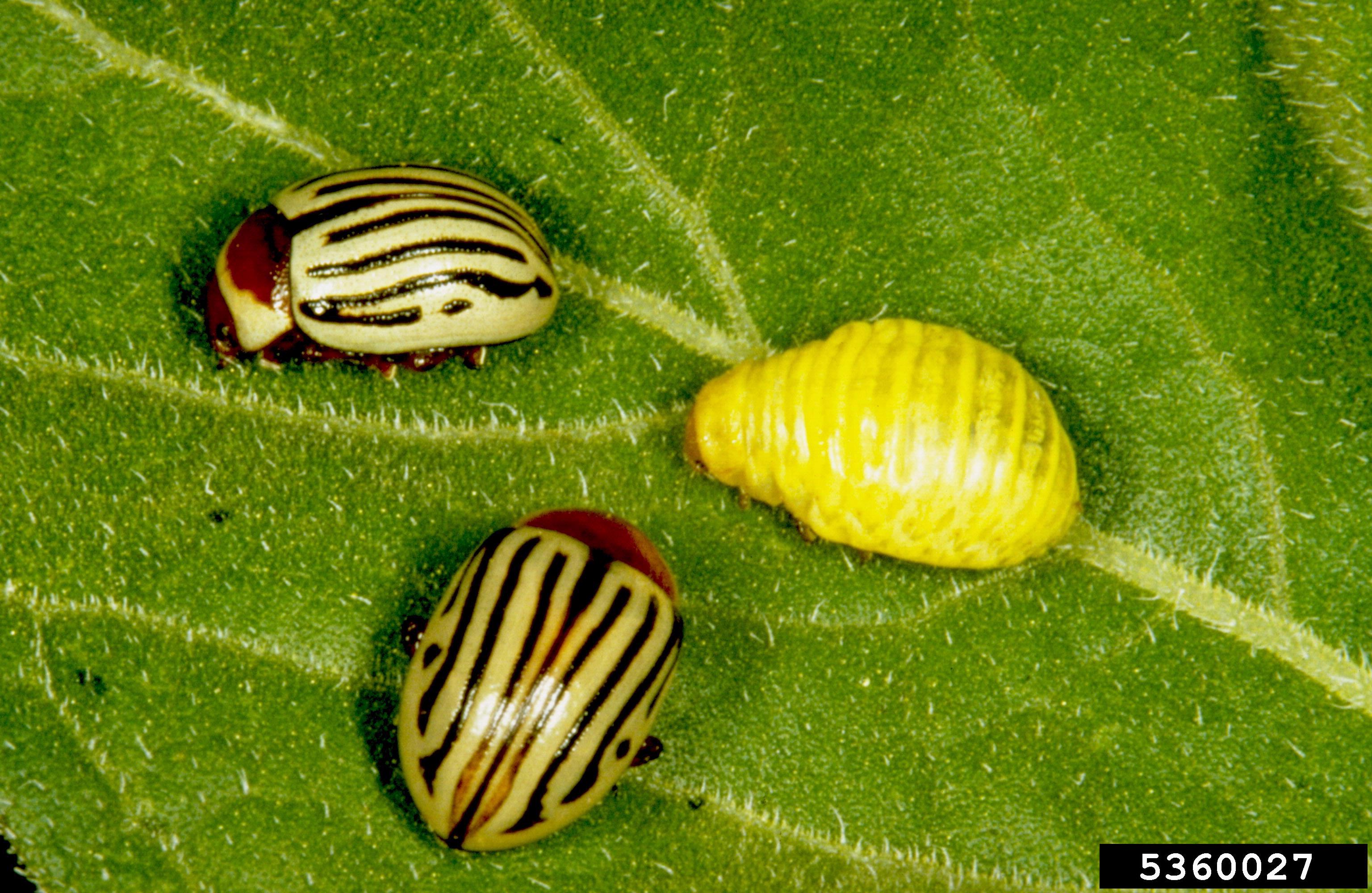
Deux adultes et une larve de Zygogramma exclamationis.

Z. exclamationis est originaire d'Amérique du Nord. Les adultes sont phytophages et sont associés aux espèces de tournesols Helianthus annuus (le tournesol commun), H. giganteus (en) (le tournesol géant) et H. petiolaris (le tournesol des prairies). C'est un ravageur économique majeur de la production de tournesol en Amérique du Nord.

## Cycle biologique
Les adultes hivernants émergent fin mai ou début juin. Ils commencent peu après à se nourrir, à s'accoupler et à pondre des œufs individuellement sur les tiges et le dessous des feuilles. Les adultes vivent environ 8 semaines et sont capables de pondre pendant la majeure partie de cette période. Chaque femelle pond environ 850 œufs, avec une fourchette de 200 à 2 000 œufs. Les œufs éclosent après environ une semaine ; les jeunes larves se nourrissent des feuilles la nuit. Elles se cachent parmi les bractées du bouton floral et parmi les feuilles pendant la journée. Elles se nourrissent pendant environ deux semaines mais, en raison de la longue période de ponte, il peut y en avoir dans les champs pendant six semaines environ en juin ou juillet.
Les larves ont quatre stades. À maturité, elles pénètrent dans le sol pour se nymphoser dans des cellules en terre. Le stade nymphal dure de 10 jours à deux semaines. Les adultes de la nouvelle génération émergent et se nourrissent pendant une courte période de l'épi de tournesol ou des feuilles les plus hautes de la plante ; ils ne s'accouplent pas et ne pondent pas d'œufs avant de rentrer dans le sol pour passer l'hiver.

## Comportement et écologie

### Prédation
Z. exclamationis a de nombreux prédateurs à ses différents stades. Les œufs sont consommés par un coléoptère de la famille des Melyridae, Collops vittatus (en), par la coccinelle à treize points Hippodamia tredecimpunctata et par la coccinelle H. convergens. Les larves de la chrysope verte commune (Chrysoperla carnea) consomment à la fois des œufs et des larves. La punaise soldat Podisus maculiventris consomme des larves et des adultes.

### Parasites
Les œufs de Z. exclamationis sont parasités par une guêpe parasitoïde de la famille des Pteromalidae, Erixestus winnemana, les larves par les mouches tachinaires Myiopharus macellus et M. doryphorae. Le taux de parasitage est élevé dans certains champs au Canada et aux États-Unis, pouvant atteindre 70 à 100 %.

### Comme ravageur du Tournesol
Z. exclamationis est considéré comme l'un des défoliateurs les plus dommageables des tournesols cultivés en Amérique du Nord. Les conseils publiés par l'Université d'État du Kansas en 2016 recommandent l'utilisation d'un traitement insecticide des cultures de tournesol si l'une des conditions suivantes est remplie : on trouve un coléoptère adulte par plante ; les larves sont au nombre de 10 à 15 sur les feuilles supérieures de chaque plante ; la défoliation atteint 25 % et la nymphose n'a pas commencé. Compte tenu du court cycle de vie des larves et des adultes, la plantation différée des tournesols est efficace pour prévenir les réductions de rendement causées par le coléoptère. Les insecticides recommandés pour les cultures infestées comprennent : la bêta-cyfluthrine, le carbaryl, la deltaméthrine, l'esfenvalérate, la gamma-cyhalothrine, la lambda-cyhalothrine et la zêta-cyperméthrine.